# Щёкино (Вологодский район)
Щёкино — деревня в Вологодском районе Вологодской области.
Входит в состав Подлесного сельского поселения, с точки зрения административно-территориального деления — в Подлесный сельсовет.
Расстояние по автодороге до районного центра Вологды — 23 км, до центра муниципального образования Огарково — 10 км. Ближайшие населённые пункты — Надеево, Кожино, Голенево, Лоптуново.
По переписи 2002 года население — 5 человек.